# Seán Murphy (football gaélique)
Pour les articles homonymes, voir Murphy.
Seán Murphy ou Seán Ó Murchú, né le 2 décembre 1932 à Camp (comté de Kerry) et mort le 15 avril 2025, est un joueur irlandais de football gaélique. Il joue pour le club de Dingle GAA et l'équipe du comté de Kerry avec lequel il gagne trois All-Ireland.

## Après sa retraite sportive
En 2000, Seán Murphy est nommé par l'Association athlétique gaélique dans l'« équipe du Millénaire ».